# 611494 Gionti
611494 Gionti è un asteroide della fascia principale. Scoperto nel 2014, presenta un'orbita caratterizzata da un semiasse maggiore pari a 2,900077 UA e da un'eccentricità di 0,062281, inclinata di 7,254545° rispetto all'eclittica.